# Tajemnica zielonego królestwa
Tajemnica zielonego królestwa – amerykański film animowany 3D, oparty na powieści dla dzieci i młodzieży The Leaf Men and the Brave Good Bugs autorstwa Williama Joyce’a.
Za jego produkcję odpowiada studio Blue Sky Studios, zaś za reżyserię Chris Wedge, który ma w swoim dorobku obrazy Epoka lodowcowa (2002) oraz Roboty (2005). Głosów głównym bohaterom filmu udzielili m.in.: Beyoncé Knowles, Colin Farrell, Josh Hutcherson, Amanda Seyfried, Johnny Knoxville, Pitbull i Steven Tyler. Oficjalna premiera Tajemnicy zielonego królestwa  miała miejsce 1 maja 2013 roku.

## Fabuła
Film opisywany jest jako „toczona w głębi lasu walka pomiędzy siłami dobra i zła”. Opowiada on historię nastoletniej dziewczyny, która trafia do sekretnego świata, gdzie musi udzielić pomocy grupie zabawnych i jednocześnie kapryśnych bohaterów, aby ocalić ich świat, a przy okazji uratować życie wszystkich ludzi.

## Obsada
- Beyoncé Knowles jako królowa Tara[1]
- Colin Farrell jako Ronin[1]
- Josh Hutcherson jako Nod[1]
- Amanda Seyfried jako Mary Katherine[1]
- Johnny Knoxville jako Mandrake[1]
- Aziz Ansari jako Mub[1]
- Pitbull jako Bufo[1]
- Jason Sudeikis jako Bomba[1]
- Steven Tyler jako Nim Galuu[1]
- Blake Anderson jako Dagda[4]
- Judah Friedlander jako Larry[4]

### Wersja polska
- Dominika Sell – Mary Katherine
- Piotr Bajtlik – Nod
- Robert Jarociński – Ronin
- Jakub Szydłowski – Bomba
- Maciej Kujawski – Nim Galuu
- Paweł Tartanus – Nim Galuu (śpiew)
- Krzysztof Szczerbiński – Mub
- Sławomir Pacek – Mandrake
- Miłogost Reczek – Grub
- Joanna Jeżewska-Adamczyk – Tara
- Grzegorz Pawlak – Bufo
- Mateusz Narloch – Dagda

## Produkcja
W 2006 roku pojawiły się pierwsze informacje, że Chris Wedge wyreżyseruje dla studia Fox Animation film animowany na podstawie powieści Williama Joyce’a, The Leaf Men and the Brave Good Bugs. Joyce, który dopiero co zakończył współpracę z Edgem na planie Robotów (2005), został producentem nowego obrazu. Współpraca z wytwórnią nie układała się jednak pomyślnie, dlatego Wedge otrzymał pozwolenie na poszukiwania innego studia filmowego. W pierwszej kolejności zwrócił się do wytwórni Pixar, na czele której stał John Lasseter, pracujący w przeszłości z Wedgem nad obrazem Tron. Kiedy rozpoczęli starania przejęcia praw do ekranizacji filmu, Fox zmieniła zdanie i ostatecznie zdecydowała, że podejmie się realizacji projektu. W 2009 roku oficjalnie rozpoczęto prace produkcyjne nad filmem, znanym wówczas jako Leaf Men. W maju 2012 roku Fox ogłosiła nowy tytuł obrazu (Epic), pierwszych członków obsady oraz fabułę.